# Germania Superior
Germania Superior var en romersk provins siden år 90 e.Kr til udgangen af det 3. århundrede. Det inkluderede dele af nutidens Schweiz, Frankrig og Sydvesttyskland ("Agri decumates": Decumatland). Provinsen grænsede mod nord til Germania Inferior (senere Germania Secunda), mod vest til Gallia Belgica, Gallia Lugdunensis og i sydvest og sydøst til Gallia Narbonensis. Området øst for provinsens grænse, Limes, som aldrig blev indlemmet i Romerriget, blev omtalt som Germania Magna. Sæde for provinsguvernøren var Mogontiacum, i dag Mainz.

## Historie
Med Augustus kampagne i årene 13/12 f.Kr. kom den venstre bred af Rhinen under romersk kontrol. Frem til oprettelsen af provinsen i 90, var området administreret militært (exercitus superior). Især i 100-tallet, kom det gennem erobringer på den højre bred af Rhinen til en territorial ekspansion og grænsen for provinsen blev presset øst over (Decumatland). Med et samlet areal på 93.500 km2 var Germania Superior en af de mellomstore provinser i Romerriget. Betydningen af provinsen lå ikke i dens størrelse men i beliggenheden ved den sårbare grænse for riget, derfor var militæret stærkt repræsenteret her.
Mellem 260 og 280 opgav de romerske soldater Dekumatlandet, og den militære grænse blev trukket tilbage til Rhenus (Rhinen) og Danubius (Donau). Under kejser Diokletians reform i 297 ble provinsen Germania Superior delt i Germania Prima i nord og Maxima Sequanorum i syd og del af Diocesen (Dioecesis) Gallia med den kejserlige by Trier (Augusta Treverorum) som hovedstad. Kejser Valentinian I bygget omkring 370 befæstninger langs grænsen i et forsøg på at sikre den.
I 406 overskred germanske stammer Rhinen og plyndrede flere romerske byer. I begyndelsen af femte århundrede kontrollerede Burgundere (411-434) området som foederati sammen med vestromerske enheder. Efter cirka 455 kom Alamannerne og til sidst, efter slaget ved Zülpich (496), overtog de merovingiske Frankere arven efter det romerske rige ved Rhinen.
49°09′N 7°41′Ø / 49.15°N 7.69°Ø